# Pamětnice (film)
Pamětnice je český film režiséra Vlado Štancla z roku 2009 natočený podle scénáře producenta Tomáše Magnuska.
V hlavních rolích účinkují např. Libuše Švormová, Stanislav Zindulka, Josef Somr, Lubomír Kostelka, Nina Jiránková a další. Pro mnohé byl snímek Pamětnice, nebo podobný film režiséra Tomáše Magnuska s mnoha starými herci Školní výlet z roku 2012, posledním, na kterém se podíleli, a většina z nich se při natáčení setkala naposledy v životě. Česká premiéra se uskutečnila 5. listopadu 2009. V televizi byl poprvé uveden 30. září 2010 na stanici CS Film.

## Děj
Film pojednává o posledním školním srazu bývalých spolužáků po šedesáti letech. Miluše Bínová, kdysi nejoblíbenější spolužačka se vrací do rodného města, připravená zjistit, který z jejích spolužáků jí kdysi zničil život. Film není jen o setkání starých známých, ale je především o dnešních seniorech, dotýká se jejich problémů a vztahů s rodinou a společností.

## Natáčení
Natáčení probíhalo v Náchodě a jeho nejbližším okolí.

## Obsazení
| Libuše Švormová     | Miluše Bínová          |
| Tomáš Magnusek      | profesor Čížek         |
| Stanislav Zindulka  | Vlastimil Hybš         |
| Květa Fialová       | Viola Vávrová          |
| Eva Floriánová      | sousedka Koudelková    |
| Jan Skopeček        | Adam Perníkář          |
| Miriam Kantorková   | Eva Perníkářová        |
| Lubomír Lipský      | Lubomír Augusta        |
| Vladimír Brabec     | profesor Viktor Verner |
| Josef Somr          | Jára Niederle          |
| Lubomír Kostelka    | Stanislav Míšek        |
| Jaroslav Čejka      | Max Rendl              |
| Pavel Vondruška     | spolužák Kuřátko       |
| Stanislav Fišer     | spolužák Filla         |
| Jan Pohan           | spolužák Ďurač         |
| Kamila Moučková     | spolužačka Kamila      |
| Antonie Hegerlíková | spolužačka Vítková     |
| Nina Jiránková      | spolužačka Nýčová      |
| Zdeněk Srstka       | spolužák Chvátal       |
| Libuše Havelková    | spolužačka Lukešový    |
| Miloš Nesvadba      | spolužák Reinder       |
| František Křesťan   | spolužák Hendrych      |
| Dalibor Gondík      | ředitel Gymnázia       |
| Uršula Kluková      | paní Niederlová        |
| Pavel Zedníček      | Čížek st.              |
| Jan Cimický         | psychiatr Pellar       |
| Jiří Krejčík        | profesor Porkert       |
| Josef Zíma          | sám sebe               |

## Hodnocení
- Mirka Spáčilová, iDNES.cz [2]